# Lolita (film, 1997)
Lolita är en amerikansk långfilm från 1997 i regi av Adrian Lyne, baserad på Vladimir Nabokovs roman med samma titel.

## Handling
Året är 1947. Humbert Humbert, en brittisk professor, kommer till USA för att undervisa. Han hyr ett rum i Charlotte Haze's hus, men efter att han har sett hennes 14-åriga dotter, Dolores (Lolita), blir han genast attraherad av henne.
När Charlotte friar tackar han ja, trots sin avsky för henne, bara för att alltid få vara nära Lolita. I sin dagbok bekänner Humbert allt om sina känslor och sitt häftiga begär till flickan. Så småningom hittar Charlotte dagboken, varpå hon tänker lämna Humbert, men hon blir överkörd av en bil när hon springer över vägen.
Humbert ser sin chans och hämtar upp Lolita, som befinner sig på ett sommarläger, och säger att hennes mor är på sjukhus. De bor på ett hotell och på natten har de sex första gången. Nästa dag berättar Humbert att Charlotte faktiskt är död, vilket gör Lolita förkrossad. Eftersom hon nu står utan familj följer hon med Humbert på en resa genom hela USA.
Efter ett tag kommer de fram till en stad som heter Beardsley, där Humbert börjar arbeta och Lolita får börja i skolan igen. Humbert börjar misstänka att Lolita tänker rymma från honom, och snart lämnar de Beardsley.
De ger sig ut på ännu en resa, men Humbert misstänker att någon förföljer dem, men Lolita verkar vara väldigt likgiltig. När Lolita är sjuk och ligger på sjukhus tar hon sin chans, och rymmer med hjälp av en annan man.
Humbert letar desperat efter dem, men hittar dem aldrig.
Tre år senare får han ett brev från den nu 18-åriga Lolita, som är gift och väntar barn, och hon ber om pengar. Humbert besöker henne, och bönfaller henne att lämna sin man och följa med honom. Lolita vägrar dock, och berättar att mannen hon rymde med, Quilty, utnyttjade henne. Humbert ger henne pengarna och åker för att leta upp Quilty. Han hittar honom och skjuter honom, sedan överlämnar han sig till polisen.

## Rollista (i urval)
- Jeremy Irons - Humbert Humbert
- Melanie Griffith - Charlotte Haze
- Dominique Swain - Dolores "Lolita" Haze
- Frank Langella - Clare Quilty
- Suzanne Sheperd - Miss Pratt
- Keith Reddin - Pastor Rigger
- Erin J. Dean - Mona
- Joan Glover - Miss LaBone
- Ed Grady - Dr. Melinik
- Michael Goodwin - Mr. Beale
- Angela Paton - Mrs. Holmes

## Om filmen
Dominique Swain, som spelade Lolita i denna version, valdes bland 2 500 sökande flickor för rollen. 
Eftersom Dominique bara var 15 år vid tidpunkten för filmen, användes en kudde mellan henne och Jeremy Irons i alla deras intimare scener, även en vuxen stand-in användes för vissa sexscener.
Swain vann en Young Artist Award för sin prestation i filmen.